# Club olympique briochin
Pour les articles homonymes, voir COB.
Le Club olympique briochin (COB) est un club omnisports français de Saint-Brieuc, créé en 1947 au 14 rue Saint-Benoît à la suite de la fusion de deux anciens patronages : l'Étoile et la Duguesclin (la « dudu »). Les activités du club étant cette année-là : athlétisme, basket-ball, football, gymnastique, tennis de table, et musique.
Le premier président du CO Briochin a été Guy Baley.

## Les thèmes

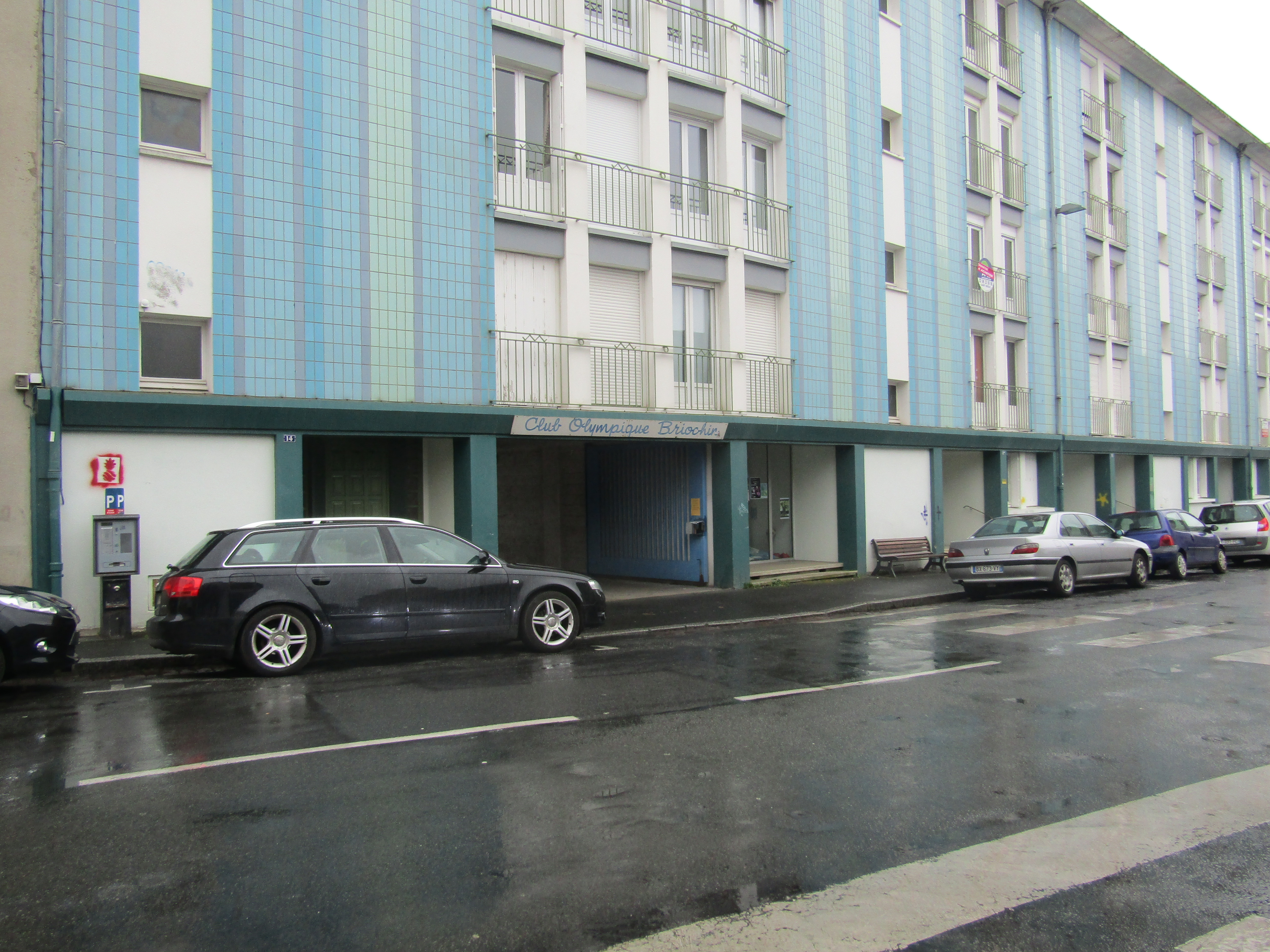
Le siège du club.

En 2011, trois grands thèmes sont présents au sein du club :
- Sports collectifs et individuels
  - Body-cardio musculation
  - Cyclisme
  - Fitness et méthode Pilates
  - Football
  - Gymnastique
  - Sports sous-marins
  - Tennis de table

- Arts martiaux et sports de combat
  - Arts martiaux : karaté-do Shotokan (NSKF), taï-chi / Qi-Gong (école Wyn Phu)
  - Boxe anglaise

- Culture
  - Art dramatique
  - Orchestres
  - Danse
  - École de musique
  - Radio COB'FM

## Section football
- 1991 : création du COB SP Football par la fusion de la section football du COB et du Club sportif Ploufragan.
- 2001 : la section s'installe à Château Billy (rue du Béarn).

## Section COB'FM
COB'FM est une station de radio émettant sur 92,7 autour de Saint-Brieuc. Son slogan est « Le cœur musical des Côtes d'Armor ».
Celle qui s'appelait « Radio Ravi » dans les années 1980, gérée, à l'époque, par l'union du commerce de Saint-Brieuc, a rejoint en 1988 le Club olympique briochin et ses locaux.

## Section gymnastique
La section de gymnastique masculine était gérée et entraînée par Jean Tual et son adjoint Hypolite Kerguiduff déjà actifs avant le COB au sein de La Duguesclin. Elle se composait de gymnastes de niveaux pupille et adulte. Dany Tual a entraîné la section adulte dans les années 1970-1980 ainsi que les aînés du Cercle Sainte-Thérèse de Saint-Brieuc. La section masculine a obtenu de nombreux prix aux niveaux départementaux, régionaux et nationaux des années 1950 à 1980. Bigot entraînait la section féminine.

## Section basket-ball
La section basket-ball a aujourd'hui disparu.

### Histoire

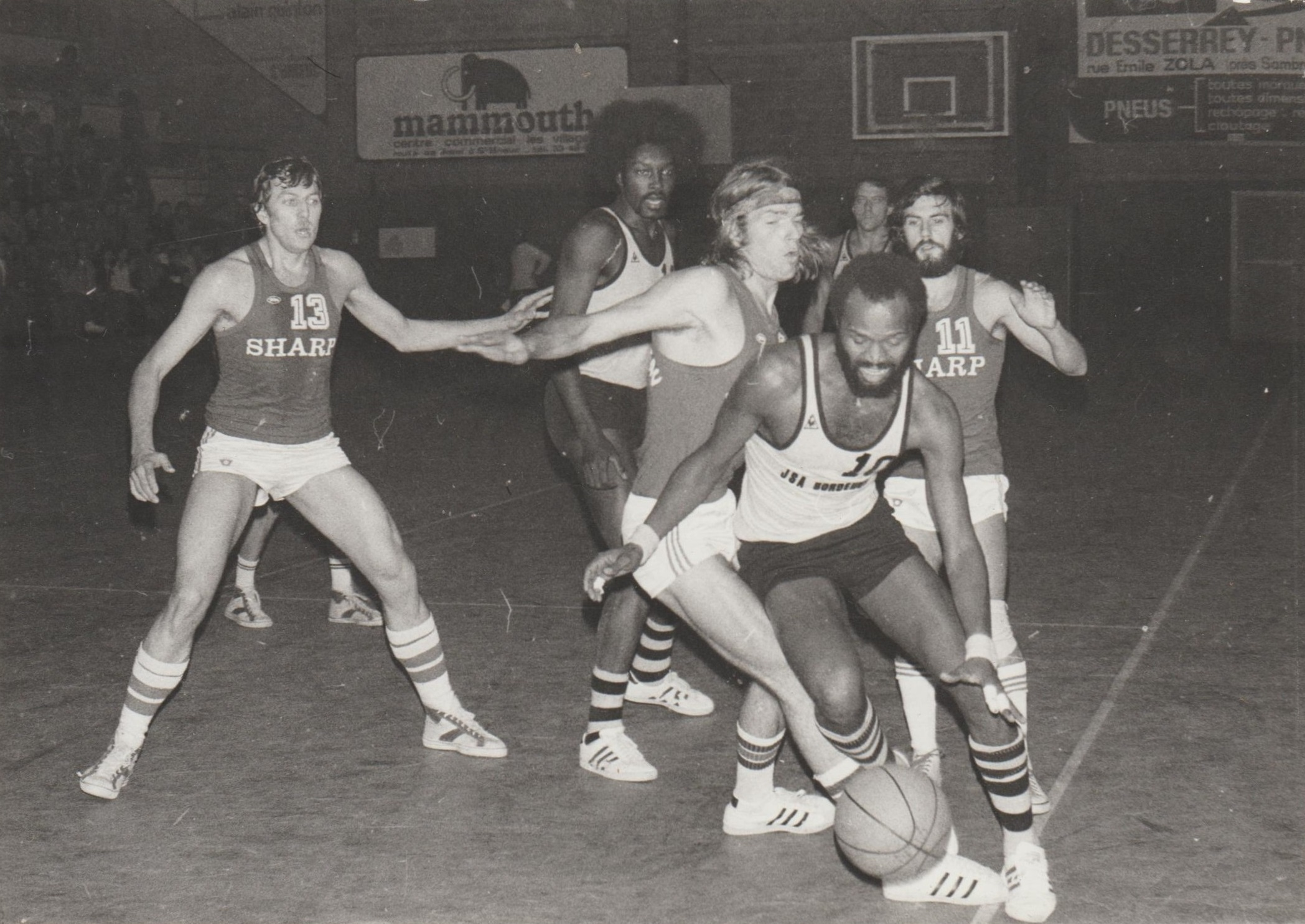
Match opposant le COB et les JSA Bordeaux en octobre 1975 dans la salle de la rue Saint-Benoit. L'Américain Lopez, des JSA, est marqué par Jean-Yves Houron du COB. Guy Perrin (no 13) et Dany Tual (no 11) surveillent White, le second joueur américain des JSA.

Le CO briochin (basket) a connu un rayonnement national. Cela était dû à l'activité de l'équipe 1 évoluant en nationale II (appelée ensuite la « Pro B »). L'équipe 2 masculine a joué au niveau régional. Il a existé aussi une équipe féminine au niveau départemental. Les matchs à domicile se déroulaient dans la salle de la rue Saint-Benoît surnommée « le chaudron » en raison de sa bonne ambiance. 
À partir de la saison 1990, le COB joue au niveau Pro B. Mais il ne peut finir la saison 1999, la LNB refusant de laisser continuer un club ayant déposé le bilan en mai. Finalement le club semble aller mieux, et se déclare simplement en redressement judiciaire (jusqu'au 18 juin) et semble apte à repartir en NM1, mais la LNB et la fédération en décident autrement, le club repartira de NM3.
En 2005-2006, le club est prêt à rallier la NM2 mais est à nouveau mis en liquidation judiciaire en janvier 2006. C'est la fin du COB.

### Palmarès
- Coupe de France senior FSCF : 1972
- Coupe de France amateur : 1982

- Jean Tocqué, Albert Le Parc, Jean-Jacques Ruga, Christian Lamy, Jacky Quinio, Andrei Haiduccou, Guy Perrin, Yannick le Manach ont entraîné l'équipe 1 masculine du COB de 1947 à 1995.

Les anciens présidentsJoseph Le Scanff, Henri Conti, Alphonse Gernot, Jean Le Guilcher, Henri Rault, Louis Gautier, André Pinel, Alain Kervadec, Bertrand Bouédec.

### Bilan par saison
| Saison | Div.           | Class. | %Vic | V - D | Phase finale     |
| --- | -------------- | ------ | ---- | ----- | ---------------- |
| 1991-1992                                                                                                   | 2 Nationale 1B | ?      | ?    | ?     | -                |
| 1992-1993                                                                                                   | 2 Nationale A2 | 7e/14  | 50%  | 13-13 | -                |
| 1993-1994                                                                                                   | 2 Pro B        | 4e/18  | 68 % | 23-11 | -                |
| 1994-1995                                                                                                   | 2 Pro B        | 4e/14  | 65 % | 17-09 | Quarts de finale |
| 1995-1996                                                                                                   | 2 Pro B        | 6e/15  | 57 % | 16-12 | Quarts de finale |
| 1996-1997                                                                                                   | 2 Pro B        | 12e/16 | 37 % | 11-19 | -                |
| 1997-1998                                                                                                   | 2 Pro B        | 12e/18 | 38 % | 13-21 | -                |
| 1998-1999                                                                                                   | 2 Pro B        | 11e/20 | 47%  | 18-20 | -                |
| 1999-2000                                                                                                   | 5 Nationale 3  | ?      | ?    | ?     | -                |
| 2000-2005                                                                                                   | ?              | ?      | ?    | ?     | -                |
| Disparition de la section basket. Les droits sportifs sont transférés au Saint-Brieuc Basket Côtes d'Armor. |                |        |      |       |                  |

Légende : 2,5 : échelons de la compétition

### Gaston Moizan
Nationale II
- Jean-Claude Gernot
- Jean-Yves Houron
- Bertrand Bouedec
- Christian Lamy
- Albert Le Parc
- Guy Auffray
- Jean Morvan
- Bass Niang
- Guy Perrin
- Jacky Quinio
- Jean-Jacques Ruga
- Jacques Thibault
- Jean Tocqué
- Dany Tual

Pro B
- Ali Benamar
- David Condouant
- Apollo Cosmas
- Jacques Cusset
- Nicolas Desdoit
- Makan Dioumassi
- Pascal Thibaud
- Christophe Evano
- Olivier Garry
- Wade Gugino
- Ronny Hannibal
- Karim Houari
- Derrick Lewis
- Emmanuel Lorentz
- Cedric Miller
- Kris Morlende
- Jean-Gaël Percevaut
- Michel Perrin
- Derrick Pope
- Craig Robinson